# Bernouil
Bernouil – miejscowość i gmina we Francji, w regionie Burgundia-Franche-Comté, w departamencie Yonne.
Według danych na rok 1990 gminę zamieszkiwało 117 osób, a gęstość zaludnienia wynosiła 26 osób/km² (wśród 2044 gmin Burgundii Bernouil plasuje się na 793. miejscu pod względem liczby ludności, natomiast pod względem powierzchni na miejscu 1264.).